# Kartëhl
Kartëhl oder auch Kãrtëhl ist das fünfzehnte Studioalbum der französischen Progressive-Rock- und Zeuhl-Gruppe Magma, das am 30. September 2022 von Seventh Records als Compact Disk und dreiseitige Doppel-LP veröffentlicht wurde. Das Album ist ein Gemeinschaftswerk der Bandmitglieder, dessen Tantiemen aus dem Titel Dëhndë  der französischen Wohltätigkeitsorganisation La Fondation Initiative Autisme für Menschen mit Autismus zugutekommen sollen.
Das Album wurde zwischen dem 7. März und 12. Juni 2022 von Francis Linon im bandeigenen UZ Studio aufgezeichnet und im Pariser Greasy Records Studio von Marcus Linon gemastert.

## Musikstil
Nachdem das vorangegangene Album Zëss eine eher düstere Zukunft andeutete, wollten die Bandmitglieder mit Kartëhl ein helleres und optimistischeres Album produzieren. Zu dem Titel Hakëhn Deïs hat Magma erstmals in ihrer mehr als 50-jährigen Bandgeschichte einen Musikvideoclip herausgegeben. In dem Video tanzen zwei durch Künstliche Intelligenz verfremdete Tänzer der Pariser Oper auf expressionistische Weise zur Musik.

## Titelliste
| Nr. | Titel                                        | Autor(en)        | Instrumentierung                                       | Länge |
| --- | -------------------------------------------- | ---------------- | ------------------------------------------------------ | ----- |
| 1.  | Hakëhn Deïs                                  | Christian Vander |                                                        | 7:12  |
| 2.  | Do Rïn Ïlï üss                               | Hervé Aknin      |                                                        | 4:38  |
| 3.  | Irena Balladina                              | Christian Vander |                                                        | 5:11  |
| 4.  | Walömëhndêm                                  | Thierry Eliez    |                                                        | 7:36  |
| 5.  | Wiï Mëlëhn Tü                                | Simon Goubert    |                                                        | 8:54  |
| 6.  | Dëhndë                                       | Christian Vander |                                                        | 6:55  |
| 7.  | Hakëhn Deïs (Bonustitel, Aufnahme von 1978.) | Christian Vander | Christian Vander: Klavier, Gesang; René Garber: Gesang | 6:11  |
| 8.  | Dëhndë (Bonustitel, Aufnahme von 1978)       | Christian Vander | René Garber: Klavier, Gesang                           | 6:38  |

## Rezeption
Für Nik Brückner von den Babyblauen Seiten ist Kartëhl „nicht das beste Magma-Album, und schon gar nicht das intensivste, aber es ist dennoch ein starkes Mittelklassealbum in ihrem Katalog.“ Er bewertet das im Vergleich zu seinem Vorgänger Zëss „wunderbar abwechslungsreich[e]“ Album mit 11 von 15 Punkten. Michael Büttgen vom Internet-Musikportal Betreutes Proggen gibt dem Album 12 von 15 Punkten und urteilt: „Kartëhl ist zwar schon irgendwie ein klassisches Magma-Album, lässt aber scheinbar die 70er ein Stück hinter sich und überrascht stattdessen mit vielen neuen und auch ungewöhnlichen Ideen.“